# Élections législatives bulgares de 2005
Les élections législatives bulgares de 2005 (Парламентарни избори в България 2005) se sont tenues le 25 juin 2005, afin d'élire les 240 députés de l'Assemblée nationale, pour un mandat de quatre ans. Le scrutin a été remporté par les sociaux-démocrates de la Coalition pour la Bulgarie (KZB) au détriment des libéraux du Mouvement national Siméon II (NDSV).

## Contexte: le retour d'un ancien roi
Aux élections législatives du 17 juin 2001, le Mouvement national Siméon II (NDSV), fondé par l'ancien roi des Bulgares Siméon II, désormais appelé Siméon Sakskoburggotski, avait remporté une large victoire avec 120 députés et 42,74 % des voix, loin devant la coalition de centre droit du Premier ministre sortant.
L'ex-monarque avait ensuite constitué une coalition gouvernementale avec le Mouvement des droits et des libertés (DPS), forte de 141 sièges, et était devenu le nouveau Premier ministre bulgare. 
Malgré ce franc succès, le NDSV n'avait présenté aucun candidat à la présidentielle d'octobre, remportée par les sociaux-démocrates de la Coalition pour la Bulgarie (KZB). En 2004, le parti au pouvoir a dû faire face au départ d'une dizaine de ses députés, partis fonder le parti des Temps nouveaux (NV), sans que la majorité du gouvernement ne soit mise en danger. Cependant, le chef du gouvernement a passé un accord avec le NV en vue de maintenir son assise parlementaire.

## Mode de scrutin
Les députés sont élus au scrutin proportionnel plurinominal, pour quatre ans, dans trente-et-une circonscriptions électorales correspondant aux vingt-huit districts, auxquels viennent s'ajouter trois circonscriptions ad hoc, deux à Sofia et une à Plovdiv. Pour être représenté, tout parti doit franchir un seuil national, fixé à 4 % des suffrages exprimés.

## Résultats

### Scores
| Parti                           | Parti                                      | Suffrages | Suffrages | Suffrages | Sièges | Sièges |
| Parti                           | Parti                                      | Voix      | %         | +/-       | Total  | +/-    |
| ------------------------------- | ------------------------------------------ | --------- | --------- | --------- | ------ | ------ |
|                                 | Coalition pour la Bulgarie (KZB)           | 1 129 196 | 30,95 %   | +13,80    | 82     | +34    |
|                                 | Mouvement national Siméon II (NDSV)        | 725 314   | 19,88 %   | -12,86    | 53     | -67    |
|                                 | Mouvement des droits et des libertés (DPS) | 467 400   | 12,81 %   | +5,36     | 34     | +13    |
|                                 | Union nationale Attaque (Ataka)            | 296 848   | 8,14 %    | +8,14     | 21     | +21    |
|                                 | Forces démocratiques unies (ODS)           | 280 323   | 7,68 %    | -10,50    | 20     | -31    |
|                                 | Démocrates pour une Bulgarie forte (DSB)   | 234 788   | 6,44 %    | +6,44     | 17     | +17    |
|                                 | Union populaire bulgare (BNS)              | 189 268   | 5,19 %    | +5,19     | 13     | +13    |
| TOTAL (participation : 55,80 %) | TOTAL (participation : 55,80 %)            | 3 323 137 | 91,09 %   | N/A       | 240    | N/A    |

### Analyses
Avec un petit peu plus de 30 % des suffrages, soit le meilleur résultat des sociaux-démocrates depuis leur victoire de 1994, la KZB remporte une victoire étriquée, se montrant incapable de former seule ou à deux un gouvernement doté de la majorité absolue. Arrivé largement en tête quatre ans plus tôt, le NDSV subit une lourde contre-performance, perdant plus de la moitié de ses députés, de même que les ODS, au pouvoir entre 1997 et 2001. Ce recul des deux principaux partis de droite se fait au profit d’Ataka, parti nationaliste et xénophobe qui réalise une importante percée en recueillant plus de 8 % des voix, ainsi que des DSB et de la BNS, qui compensent à eux deux l'échec des ODS. De son côté, le DPS, qui défend les intérêts de la minorité turque, parvient à se rendre incontournable tant pour la KZB que pour les formations de centre droit pour éviter une alliance avec Ataka. Enfin, le scrutin est marqué par le plus faible taux de participation depuis la fin du communisme et les élections de 1991.

### Conséquences
Après avoir tenté, sans succès, de constituer un gouvernement minoritaire soutenu par une coalition gouvernementale entre la KZB et le DPS, le dirigeant social-démocrate Sergueï Stanichev a dû se résoudre à faire appel au NDSV pour former un « gouvernement de troisième voie » fort de 167 députés. Le nouvel exécutif a été investi le 17 août par les députés.